# أمان فيرما
أمان فيرما (بالإنجليزية: Aman Verma)‏ هو لاعب كرة قدم بريطاني في مركز الوسط، ولد في 3 يناير 1987 في ليستر في المملكة المتحدة. لعب مع ستوكبورت كونتي وكيدرمينستر هاريرز وليستر سيتي ونادي تاموورث ونادي توركي يونايتد ونادي دارلنجتون ونادي فلوريانا ونادي كرو ألكساندرا ونادي كوربي تاون ونادي كيترينغ تاون ونادي مانسفيلد تاون.

## وصلات خارجية
- أمان فيرما على موقع قاعدة بيانات كرة القدم.إي يو (الإنجليزية)
- أمان فيرما على موقع Soccerbase.com (لاعب) (الإنجليزية)
- أمان فيرما على موقع Soccerway.com (الإنجليزية)